# 乾裕樹
乾 裕樹（いぬい ひろき、1949年9月29日 - 2003年1月）は、日本の作曲家、編曲家、キーボーディスト。東京都出身。

## 人物
東京芸術大学音楽学部作曲科卒業。アコースティック・フュージョンバンド カリオカに参加（1978年 - 1985年）。TVアニメーション『装甲騎兵ボトムズ』の主題歌『炎のさだめ』などの音楽担当でも知られる。これを機に、歌を担当したTETSUこと織田哲郎の楽曲も手がけた。カリオカのアルバムには『ボトムズ』や『レイズナー』の劇伴や主題曲と類似した曲が収録されている。
また、『おかあさんといっしょ』や『みんなのうた』、『母と子のテレビ絵本』などにも楽曲を提供している。

## 主な楽曲

### おかあさんといっしょ
- しゃぼんだまいっぱい（1981年）
- しまうまグルグル （1982年）
- ぞうさんのあくび （1982年）
- パンダうさぎコアラ（1990年）
- ドレミファ・どーなっつ!（1992年）
- ドレミファ列車（1992年）
- てをたたこ（1996年）
- お～い!（1997年）

### 編曲
- 鳩笛（作曲：長谷川きよし　1974年）
- 春のゆくえ（作曲：鈴木邦彦 1975年）
- こだぬきポンポ（作曲：大山高輝　1983年）
- みずうみ（作曲：エドヴァルド・グリーグ　1983年）
- 赤い帽子（作曲：たきのえいじ　1984年）
- ああ おかしいね（作曲：筒美京平　1985年）
- まっくら森の歌（作曲：谷山浩子　1985年）
- コロは屋根のうえ（作曲：大貫妙子　1986年）

## 音楽担当作品
- 金曜日の寝室（1978年）
- 白く濡れた夏（1979年）
- がんばれ!!タブチくん!!（1979年）
  - がんばれ!! タブチくん!! 第2弾 激闘ペナントレース（1980年）
  - がんばれ!! タブチくん!! 初笑い第3弾 あゝツッパリ人生（1980年）
- まいっちんぐマチコ先生（1981年 - 1983年）
- 装甲騎兵ボトムズ『炎のさだめ』作曲・編曲：（歌）TETSU（織田哲郎）（1983年 - 1984年）
- 装甲騎兵ボトムズ『いつもあなたが』』：（歌）TETSU（1983年 - 1984年）
- 装甲騎兵ボトムズ『たのまれグッバイ』：（歌）川浪葉子（1983年 - 1984年）
  - 装甲騎兵ボトムズ レッドショルダードキュメント 野望のルーツ（1988年）
  - 装甲騎兵ボトムズ 赫奕たる異端（1994年）
  - 装甲騎兵ボトムズ ペールゼン・ファイルズ（2007年） - 生前に作曲された『ボトムズ』の音楽を流用
  - 装甲騎兵ボトムズ 幻影篇（2010年） - 『ペールゼン・ファイルズ』と同様
- 蒼き流星SPTレイズナー（1985年 - 1986年）
- 機甲猟兵メロウリンク（1988年）

- Sound Adventure Act II （1976年）
全6曲中1曲作曲・1曲編曲（ライナーによると、ここに収録されていないもう1曲編曲）
- Sound Adventure Act III （1977年）
1曲「Caribbean Super Green」（カリオカの『Snooze』にも収録）作曲・全曲編曲
- Listen! V（ファイヴ）
全11曲中1曲作曲・1曲編曲
- Space Fantasy （1978年）
全10曲中2曲作曲・全曲編曲, キーボード
「Angel Dust」は『No.4 Music of VOTOMS』の「Canzonetta」原曲
- Live Space Fantasy （1978年）
全7曲中3曲作曲・全曲編曲・キーボード
- Angel Dust （1978年）
上記『Live Space Fantasy』＋『Space Fantasy』（スタジオ録音）より3曲
スタジオ録音の部分: 編曲・シンセサイザー
- 砂丘 The Illusion of Sand Hills （1979年）　リーダー・アルバム
「Solar Plexus」は『装甲騎兵ボトムズ BGM集 No.2』の「Jungle Ride」2曲目原曲

- 立川磨李ジャズダンス入門編
『装甲騎兵ボトムズ』Op.「炎のさだめ」一節、『装甲騎兵ボトムズ BGM集 No.2』の「Scramble」2曲目、『蒼き流星SPTレイズナー BGM集 Vol.1』の「S.P.T.」、カリオカの『Dusk』の「One Kind of Samba」が含まれている。
- 立川磨李ジャズダンス初級編 I
『装甲騎兵ボトムズ BGM集 No.2』の「Soldiers」4曲目、『蒼き流星SPTレイズナー BGM集 Vol.2』の「ほのかな想い」1曲目、他に『機甲猟兵メロウリンク 音楽集』の「Emontion」2曲目の一部が使われている。
- 立川磨李ジャズダンス初級編 II
カリオカの『Dusk』の「A Drop of Tears」、『Kartik』の「Blue」、『装甲騎兵ボトムズ BGM集 No.2』の「Coconner's Rhapsody」1曲目が含まれている。
- 東芝ダンス教材シリーズ
『スターシャツ』作曲・編曲：（歌）子門真人（1983年）

## 編曲を担当した楽曲
自らが作曲した作品は除く。
- 向う岸から（1羽丘じん　1975年）　全12曲中8曲編曲
- The Beatles World on Moog III（1976年）編曲・シンセサイザー・キーボード
- 桜田淳子 リサイタル3 青春讃歌（1976年） 2枚組の1枚目、全曲編曲
- ピーターソンの鳥（坪田直子　1976年）　全10曲中4曲編曲
- After Glow（長谷川きよし　1976年）　全11曲中8曲編曲・9曲演奏参加
- ゆふがお（夕顔）（新井満　1977年）（作曲：きくち寛）
- 恋の嵐／とまどい／セクシードライバー／あいつは特別／ワンモアナイト／おにごっこ／夕立ち（井田リエ＆42nd STREET　1977年）　アルバム「STREET TALK」全10曲中7曲編曲
- クレイジーモーニング／嘆息のカーニバル（森雪之丞　1977年）（作曲：森雪之丞）
- 私は送り風／花霞そして舞落葉 （川島康子　1980年）（作曲：小椋佳）
「私は送り風」はテレビドラマ『騎馬奉行』主題歌
- 今日を生きよう（影山ヒロノブ　1981年）（影山のソロデビュー曲）
- WOMAN／愛のセレナーデ（フランク永井　1982年）ストリングス編曲（作・編曲：山下達郎）
- VITAMIN E・P・O（EPO　1983年）全11曲中2曲ピアノ演奏・ストリングス&ホーン編曲
- 夜景（「恋の嵐」B面曲）（竹内まりや　1986年）ストリングス編曲（作曲：竹内まりや　編曲：山下達郎）
- 黒い瞳のガールフレンド（EPO　1987年）（作曲：EPO）ストリングス&ブラス編曲

- 私はマチコ（今田裕子　1981年）（作曲：佐々木勉 『まいっちんぐマチコ先生』オープニング）
- MACHIKO （Mr. Ben　1981年）（作曲：佐々木勉 『まいっちんぐマチコ先生』挿入歌）
- ボクらは小さな悪魔（作曲：佐々木勉 『まいっちんぐマチコ先生』エンディング）
- ヤットデタマンの歌（トッシュ　1981年）（作曲：山本正之　『ヤットデタマン』オープニング）
- ヤットデタマン・ブギウギ・レディ（鈴木ヒロミツ　1981年）（作曲：山本正之　『ヤットデタマン』エンディング）

- がんばれば愛(クレイジーパーティー 1981年) (作曲:大瀧詠一 アニメ映画「がんばれ!!タブチくん 第2弾 激闘ペナントレース」、「がんばれ!! タブチくん!! 初笑い第3弾 あゝツッパリ人生」ED、中外製薬「新グロモント」CMソング)